# Тхайнгуен
Тхайнгуен (вьет. Thái Nguyên) — город в северо-восточной части Вьетнама. Административный центр провинции Тхайнгуен.

## История
Город сыграл важную роль в борьбе Вьетнама за независимость во времена французской колониальной эры. Тхайнгуенское восстание 1917 года было наиболее крупным антиколониальным восстанием во Французском Индокитае с 1880-х годов до создания Нгеан-Хатиньских советов в 1930-31 годах. В августе 1917 года вьетнамские тюремные охранники подняли мятеж в местной тюрьме, освободив заключённых, среди которых были и политические преступники. Захватив оружие из провинциального арсенала, повстанцы смогли взять под свой контроль местные органы власти. После этого они укрепили свои позиции, казнили французских чиновников и призвали ко всеобщему восстанию. Хотя повстанцы смогли удерживать город только в течение 5 дней, бунты и восстания в окрестностях Тхайнгуена продолжались ещё на протяжении полугода, что привело к значительным жертвам с обеих сторон.
С 1956 года до объединения Вьетнама в 1975 году Тхайнгуен был центром самого северного военного округа Вьетбак.

## География
Абсолютная высота — 30 метров над уровнем моря. Расположен к северу от столицы страны, города Ханой, на берегу реки Кау.

## Климат
| Показатель                                                      | Янв. | Фев. | Март | Апр. | Май  | Июнь | Июль | Авг. | Сен. | Окт. | Нояб. | Дек. | Год   |
| --------------------------------------------------------------- | ---- | ---- | ---- | ---- | ---- | ---- | ---- | ---- | ---- | ---- | ----- | ---- | ----- |
| Абсолютный максимум, °C                                         | 31,1 | 40,7 | 35,7 | 37,7 | 39,4 | 39,5 | 38,8 | 38,4 | 37,4 | 34,9 | 34,0  | 30,6 | 40,7  |
| Средний суточный максимум, °C                                   | 19,7 | 20,2 | 22,8 | 27,0 | 31,3 | 32,6 | 32,8 | 32,4 | 31,7 | 29,1 | 25,6  | 22,2 | 27,3  |
| Средняя температура, °C                                         | 16,0 | 17,0 | 19,8 | 23,6 | 27,1 | 28,4 | 28,6 | 28,1 | 27,1 | 24,5 | 20,9  | 17,6 | 23,2  |
| Средний суточный минимум, °C                                    | 13,6 | 14,9 | 17,8 | 21,3 | 24,0 | 25,4 | 25,5 | 25,2 | 24,1 | 21,3 | 17,6  | 14,6 | 20,4  |
| Абсолютный минимум, °C                                          | 3,0  | 1,3  | 6,1  | 12,6 | 16,4 | 19,7 | 20,5 | 21,7 | 16,3 | 10,2 | 7,2   | 3,2  | 1,3   |
| Среднее число солнечных часов в месяц                           | 69   | 46   | 46   | 80   | 170  | 164  | 189  | 184  | 192  | 174  | 147   | 125  | 1585  |
| Среднее число дней с осадками                                   | 10,4 | 12,4 | 17,8 | 17,5 | 15,3 | 17,0 | 17,7 | 18,1 | 13,5 | 10,7 | 7,3   | 5,7  | 163,5 |
| Норма осадков, мм                                               | 25   | 35   | 62   | 121  | 232  | 338  | 410  | 347  | 237  | 146  | 49    | 24   | 2025  |
| Средняя влажность, %                                            | 79,7 | 81,3 | 85,1 | 85,8 | 82,0 | 82,8 | 83,6 | 85,1 | 82,5 | 80,1 | 77,7  | 76,9 | 81,9  |
| Источник: Vietnam Institute for Building Science and Technology |      |      |      |      |      |      |      |      |      |      |       |      |       |

## Население
По данным на 2013 год численность населения составляет 138 910 человек.
Динамика численности населения города по годам:
| 1989    | 1992    | 2008    | 2011    | 2015    | 2016    |
| ------- | ------- | ------- | ------- | ------- | ------- |
| 124 871 | 127 643 | 256 346 | 320 000 | 306 842 | 317 580 |

## Экономика
Город исторически известен как важный центр производства чая. Значительная часть местного чая идёт на экспорт.
Промышленность:
С 1959 года, после строительства здесь заводов и основания компании Thái Nguyên Iron and Steel Company (TISCO), Тхайнгуен развивается как важный центр металлургической отрасли. Заводы базируются на местном сырье. В 2009 году предприятие перестало быть государственным, а стало частично приватизированным акционерным обществом. К 2011 году объёмы производства достигли: 230 000 чугуна и 400 000 стали. Сегодня предсприятие представлено 17 филиалами с 6000 работников, а также 8 частично приобретёнными филиалами в 9 провинциях страны. 
По состоянию на 2012 год экспорт местной стали осуществляется в Камбоджу, Индонезию, Лаос и некоторые другие страны.

## Образование
Тхайнгуенский университет — один из крупнейших во Вьетнаме. Он включает больше кампусов, чем имеется в любом другом городе страны за исключением Ханоя и Хошимина. Университетский комплекс был образован благодаря слиянию в 1994 году нескольких учебных заведений города под единой администрацией. Он включает в себя 7 колледжей, школу иностранных языков и международную школу. Другие компоненты комплекса — 3 исследовательских института и несколько образовательных центров.
Спецшкола Тхайнгуен — одна из лучших школ города, в которой, в том числе, проводится обучение русскому языку как иностранному. 

## Достопримечательности
В Тхайнгуене имеется крупнейший во Вьетнаме музей, посвящённый культуре национальных меньшинств страны (основан в 1960 году): общая площадь помещений составляет 39 000 м², экспозиция включает около 10 тыс. предметов и документов, относящихся к 54 этническим группам Вьетнама.

## Галерея
- Гигантский чайник рядом со зданием компании Tân Cương Tea Company
- Главный вход TISCO Iron and Steel
- Музей этнических культур
- Тхайнгуенский университет